# هنگ ۱ پیاده چترباز دریایی فرانسه
هنگ ۱ پیاده چترباز دریایی فرانسه (فرانسوی: 1er Régiment de Parachutistes d'Infanterie de Marine, 1er R.P.I.Ma‎) هنگ نیروهای ویژه زیرمجموعه نیروی زمینی فرانسه است، که در سال ۱۹۴۰ تأسیس شد.